# Abd Allah ben Hakam
Abd Allah ben Hakam (arabisch عبد الله ابن حكم, DMG ʿAbd Allāh b. Ḥakam; † 1038) war der vierte Emir im Taifa-Königreich von Saragossa, der nur für 28 Tage im Jahr 1038 herrschte.

## Biographie
Abd Allah ben Hakam, mit vollem Namen عبد الله بن الحكم التجيبي / ʿAbd Allāh b. Ḥakam at-Tuǧībī, war ein Vetter von Mundir II. und diente unter ihm als Qādī oder als Gouverneur. Er initiierte im Jahr 1038 (Jahr 430 der islamischen Zeitrechnung) eine Verschwörung gegen seinen Vetter, um ihn vom Thron zu stürzen. Mit der Unterstützung einiger Parteigänger konnte er mehrere Abteilungen im Heer dazu bewegen, sich gegen die Taifa zu erheben. Am 23. August griffen sie die königliche Festung (Alcázar) in Saragossa an, nahmen sie ein und exekutierten Mundir II. und seinen jüdischen Wesir Yequtiel ben Ishaq.
Nach seinem sorgfältig durchdachten Staatsstreich ließ Abd Allah ben Hakam Münzen mit seinem Namen und seinem neuen Titel Hadschib, arabisch حاجب, DMG ḥāǧib (Kammerherr), prägen, der bereits von Almansor und den vorhergegangenen Taifa-Königen als Zeichen ihrer royalen Macht getragen worden war.
Abd Allah ben Hakams Absicht war es, die einstige Machtfülle seines Großvaters Abd ar-Rahman, welcher von al-Mundir I. verbannt worden war, wieder nach Saragossa zurückzuholen. Er konnte sich aber nur bis zum 20. September 1038 als Emir halten.
Abd Allah ben Hakam hatte nämlich vor seiner Verschwörung einen Pakt mit al-Musta'in geschlossen, dem mit großem militärischen Renommée versehenen Gouverneur von Lleida, der außerdem einer sehr mächtigen Familie entstammte. Der Pakt sah vor, diesen an der politischen Macht in Saragossa zu beteiligen, im Endeffekt hielt sich Abd Allah ben Hakam aber nicht mehr an die getroffene Abmachung. Aus diesem Grund war Sulaiman ben Hud mit dem Rückhalt Ismails, dem Emir von Toledo, nach Saragossa gezogen. Er konnte ohne Schwierigkeiten in die Stadt eindringen, da er die Bevölkerung Saragossas auf seiner Seite wusste. Abd Allah ben Hakam blieb keine andere Wahl, als sich im Alcázar zu verschanzen, da er von der Bevölkerung Saragossas als Usurpator angesehen wurde. Letztlich musste er sogar vor der aufgebrachten Menge fliehen und sah sich genötigt, Saragossa zu verlassen und sich auf die Festung Rueda zurückzuziehen. Er starb noch im selben Jahr.
| Vorgänger  | Amt                     | Nachfolger                   |
| ---------- | ----------------------- | ---------------------------- |
| Mundir II. | Emir von Saragossa 1038 | Sulaiman ben Hud al-Musta'in |

| Personendaten    | Personendaten                        |
| ---------------- | ------------------------------------ |
| NAME             | Hakam, Abd Allah ben                 |
| ALTERNATIVNAMEN  | عبد الله ابن حكم (arabisch)          |
| KURZBESCHREIBUNG | Emir von Saragossa                   |
| GEBURTSDATUM     | 10. Jahrhundert oder 11. Jahrhundert |
| STERBEDATUM      | 1038                                 |